# Аверино (Белгородская область)
Аверино — село в Губкинском районе Белгородской области России. Входит в состав Осколецкой территориальной администрации.

## География
Находится в северной части региона, в лесостепной зоне, в пределах юго-западных склонов Среднерусской возвышенности, на расстоянии примерно 2 километров (по прямой) к  от города Губкина, административного центра округа.
Рядом с селом расположен Аверинский лесопарк.

### Климат
Климат характеризуется как умеренно континентальный, с холодной зимой, тёплым летом и хорошо выраженными переходными сезонами. Среднегодовая температура воздуха — 6 °C. Средняя температура воздуха самого холодного месяца (января) — −8,5 °C (абсолютный минимум — −36 °C); самого тёплого месяца (июля) — 20,3 °C (абсолютный максимум — 41 °С). Длительность периода с положительными температурами выше 10 °С составляет 156 дней. Годовое количество атмосферных осадков — 528 мм, из которых 343 мм выпадает в тёплый период.

## История
В 1958 году Аверино входило в Осколецкий сельсовет Боброво-Дворского района. 
С апреля 1962 года Осколецкий сельсовет (и село Аверино) — в новообразованном Губкинском районе.
30 марта 2005 года Осколецкое сельское поселение (и село Аверино) было присоединено к городскому поселению «Город Губкин».

## Население
| 2002 | 2010 | 2011 | 2013 | 2015 | 2016 |
| ---- | ---- | ---- | ---- | ---- | ---- |
| 758  | ↘745 | ↗774 | ↗828 | ↗842 | ↗850 |